# Трибуц, Владимир Филиппович
Влади́мир Фили́ппович Три́буц (15 [28] июля 1900, Санкт-Петербург — 30 августа 1977, Москва) — советский военачальник, командующий Балтийским флотом (1939—1947). Адмирал (31 мая 1943 года), доктор исторических наук (1972).

## Биография

### Ранние годы
Предки Трибуца происходили из крестьян Минской губернии. По воле барина, в поместье которого жили предки будущего адмирала, многие крестьяне той местности носили фамилию «Трибуц».
Отец — Ф. Трибуц, служил околоточным надзирателем в Петербурге. Сестра — Таисия, была замужем за военным Борисом Филипповичем Нестеровым (1887—1941 гг.).
С 1908 по 1911 год учился в трёхклассной начальной школе, затем с 1911 года — в Петровском высшем начальном четырёхклассном училище. Недоучившись там год, в 1914 году поступил в Петроградскую военно-фельдшерскую школу. Во время Первой мировой войны был направлен на практику фельдшером на фронт. Окончил школу в январе 1918 года. Служил лекарским помощником в Николаевском военном госпитале в Петрограде.

### 1918—1941
С февраля 1918 года служил в «летучем отряде балтийских моряков» под командованием П. Е. Дыбенко, с которым участвовал в боях против германских интервентов под Нарвой. Тогда же, возможно, вступил в РСДРП. Вероятно, в составе этого отряда участвовал в анархистском мятеже в Самаре 18 мая 1918 г.
С мая 1918 года служил лекарским помощником в Волжско-Каспийской военной флотилии (Астрахань): в амбулатории плавсостава, с декабря 1918 — в Астраханском морском госпитале, с апреля 1919 — во 2-м десантном морском отряде, с октября 1919 вновь в том же госпитале, с марта 1920 — на эсминце «Деятельный», с декабря 1920 — на канонерской лодке «Ленин». При подавлении восстания меньшевиков в Астрахани в 1919 году был контужен. Участвовал в Энзелийской операции 1920 года на этом эсминце.
В 1921 году был исключён из партии[уточнить], вновь принят в ВКП(б) только в 1928 году.
В 1922 году стал курсантом Военно-морского училища имени М. В. Фрунзе. В 1924 году ходил в практическое плавание из Кронштадта в Архангельск. В 1925 году проходил практику на линкоре «Парижская Коммуна». Окончил училище в 1926 году. С 1926 года служил на линкоре «Парижская Коммуна»: помощник командира и командир артиллерийской башни, с 1927 — вахтенный начальник.
C 1929 по 1932 год учился в Военно-морской академии РККФ. По окончании академии служил старпомом на линкоре «Марат». Согласно материалам следственного дела о шпионаже, старпом Трибуц был объектом слежки и получения информации[уточнить] старшего артиллериста линкора «Марат» П. П. Цой Шен Хака (последний был уволен с флота в 1935 году, а в 1938 году осуждён и расстрелян). На карьере Трибуца первое упоминание в следственных материалах не отразилось.
С декабря 1934 по 1937 год служил командиром эсминца «Яков Свердлов» на Балтийском флоте. При введении персональных воинских званий в РККА в 1935 году Трибуцу было присвоено звание капитан 2-го ранга.
С января 1937 года — начальник отдела боевой подготовки штаба Балтийского флота. С февраля 1938 года — начальник штаба Балтийского флота, тогда же (14 февраля 1938 г.) ему присвоено воинское звание капитан 1-го ранга. В том же году на Трибуца поступает донос члена Военного Совета КБФ А. А. Булышкина, содержащий указания на неблагонадёжность начальника штаба. В результате разбора дела парткомиссией, перечисленные в доносе сведения были признаны несостоятельными, а сам Трибуц отделался указанием парткомиссии на необходимость своевременного оповещения соответствующих органов о подробностях своей биографии. Однако, некоторые[какие?] из указанных в доносе Булышкина сведений в настоящее время нашли документальное подтверждение. Флагман 2-го ранга (28.03.1939).
В апреле 1939 года был назначен командующим Балтийским флотом. 28 января 1940 года присвоено очередное воинское звание флагман 1-го ранга, 4 июня 1940 года переаттестован в вице-адмиралы.

### Военные годы
В начальный период Великой Отечественной войны руководил флотом, который содействовал сухопутным войскам на приморских направлениях, в обороне Таллина, Ханко, Моонзундского архипелага, нарушал коммуникации противника в Балтийском море. Возглавлял в августе 1941 года переход сил флота из Таллина в Кронштадт, при подготовке и проведении которого допустил целую серию грубейших просчётов, в результате их немцами было практически безнаказанно потоплено большое количество советских транспортных судов с войсками и боевых кораблей. В октябре-декабре 1941 года руководил эвакуацией гарнизона военно-морской базы Ханко. Принимал участие в организации и осуществлении обороны Ленинграда, на всех её этапах (1941—1944), взаимодействуя с сухопутными войсками в операциях, проводившихся Красной армией.
На флоте по его инициативе были созданы группы морской артиллерии, которые совместно с артиллерией Ленинградского фронта наносили мощные ответные удары и уничтожали наиболее активные вражеские батареи. В 1943—1944 годах участвовал в разработке и проведении операций по прорыву блокады и разгрому противника в районе Ленинграда, а также в Выборгской, Свирско-Петрозаводской наступательных операциях, в ходе которых содействовал войскам Ленинградского и Карельского фронтов огнём кораблей и береговой артиллерии, высадкой морских тактических десантов, действиями морской авиации.
В дальнейшем руководил силами флота в десантной операции по овладению островами Моонзундского архипелага, по оказанию содействия приморским флангам в наступательных операциях в Прибалтике, Восточной Пруссии и Восточной Померании.

В конце первой декады января... я встретился с командующим Краснознамённым Балтийским флотом адмиралом В. Ф. Трибуцем.....Он прекрасно знал обстановку на всём Прибалтийском театре военных действий.... Мы особенно дружно решали общую задачу — не выпустить из Курляндии группу армий «Север». Командующий флотом охотно предложил мне в случае необходимости использовать для обороны побережья как его истребительную авиационную дивизию, так и тяжёлые железнодорожные артиллерийские дивизионы. Это предложение устраивало нас... Вместе с адмиралом Трибуцем мы побывали на готовящемся месте базирования торпедных катеров, где работали около тысячи сапёров нашего фронта, потом осмотрели огневые позиции артиллерийских железнодорожных дивизионов.
— Герой Советского Союза  Маршал Советского Союза  Баграмян И. Х.  Так  шли мы к победе. — М: Воениздат, 1977. — С. 489,490.

### После войны
С марта 1946 по май 1947 года командовал 8-м ВМФ (Северным Балтийским флотом).
Депутат Верховного Совета СССР 2-го созыва (1946—1950). Член бюро Ленинградского городского комитета ВКП(б) в 1938—1948 годах. Член ЦК Компартии Эстонии (1940—1941).
С 28 мая 1947 года — заместитель главнокомандующего войсками Дальнего Востока по военно-морским силам. В июне 1948 года отозван в Москву. В сентябре 1948 — январе 1949 начальник Управления военно-морских учебных заведений и старший морской начальник в Ленинграде. В марте 1949 — декабре 1951 начальник Гидрографического управления ВМФ СССР. В июне — сентябре 1948 и январе-марте 1949 года оставался в распоряжении главкома ВМФ.
С января 1952 года перешёл на должность начальника кафедры и факультета Высшей военной академии имени К. Е. Ворошилова. Сначала — начальник кафедры надводных кораблей, с августа 1953 — начальник кафедры тактики высших соединений, с декабря 1953 по июль 1956 — начальник военно-морского факультета. С июля 1956 по август 1957 — начальник группы исследования оперативно-тактических проблем Главного штаба ВМФ. До февраля 1961 года — адмирал-инспектор инспекции ВМФ Главной инспекции МО СССР.
Проживал в «Адмиральском доме» (ул. Чапыгина, д. 5—7).

### В отставке
После выхода в отставку в 1961 году руководил сектором Всесоюзного института научной и технической информации (ВИНИТИ). Находясь в отставке, занимался историей советского флота. Подготовил свыше 200 публикаций, в том числе 4 книги. По совокупности научных трудов в 1970 году ему присуждена учёная степень доктора исторических наук.
Владимир Филиппович Трибуц скончался 30 августа 1977 года. Похоронен на Новодевичьем кладбище в Москве (участок 7).

## Награды
- 2 ордена Ленина (1940, 21.02.1945)
- Орден Октябрьской Революции (1970)
- 4 ордена Красного Знамени (22.02.1943, 3.11.1944, 1944, 1948)
- 2 ордена Ушакова I степени (22.07.1944 — № 1, 28.06.1945)
- Орден Нахимова I степени (24.05.1945)
- Орден Красной Звезды (23.12.1935)
- Медали
- Именное оружие (маузер, 1930)

Иностранные награды
- Орден «Крест Грюнвальда» I степени (Польша, 21.05.1946)[16]
- Крест Храбрых (Польша, 19.12.1968)[17]

## Сочинения
- Подводники Балтики атакуют. — Л.: Лениздат, 1963.
- Балтийцы наступают. — Калининград: Книжное издательство, 1968.
- Балтийцы вступают в бой. — Калининград: Книжное издательство, 1972.
- В. Ф. Трибуц. Балтийцы сражаются. — М.: Воениздат, 1985. — 463 с. — (Военные мемуары).[18]
- Краснознамённый Балтийский флот в разгроме противника под Ленинградом // Военно-исторический журнал. — 1974. — № 2. — С. 11—18.
- Краснознамённый Балтийский флот в разгроме противника в Прибалтике // Военно-исторический журнал. — 1974. — № 9. — С. 23—31.
- Трибуц В. Ф. Моонзунд наш! // Пароль — «Победа!» / составитель Я. Ф. Потехин, лит. запись и обработка М. П. Стрешинского и И. М. Франтишева, под общей редакцией Ф. Самойлова. — Л.: Лениздат, 1969. — С. 563—582. — 648 с. — (Воспоминания об участии авиации в обороне города, Ленинград, оборона 1941—1944 гг. Воспоминания и записки). — 90 000 экз.

## Память
- Улица Адмирала Трибуца в Санкт-Петербурге с 2008 года. Проходит от Петергофского шоссе до проспекта Героев, в створе улицы Пограничника Гарькавого. Название улице было дано 16 октября 1978 года на плане ещё проектируемой в те времена территории.
- Большой противолодочный корабль «Адмирал Трибуц», входящий в состав Тихоокеанского флота.
- В апреле 2015 года, к семидесятилетию окончания Великой Отечественной войны, возле Второго Эстакадного моста Калининграда, после реконструкции, вновь открылась Набережная Адмирала Трибуца, которая существовала с советских времён. Набережная проходит по северному берегу Новой Преголи от Деревянного моста до ул. Грига.
- На Аптекарском острове Санкт-Петербурга есть Флагманский командный пункт Краснознаменного Балтийского флота названный «Бункер Трибуца», расположен за Храмом Преображения Господня Лейб-гвардии гренадерского полка[19].